# Vallouise

Vallouise este o comună în departamentul Hautes-Alpes, Franța. În 1 ianuarie 2018 avea o populație de 748 de locuitori.